# 公爵宫 (摩德纳)

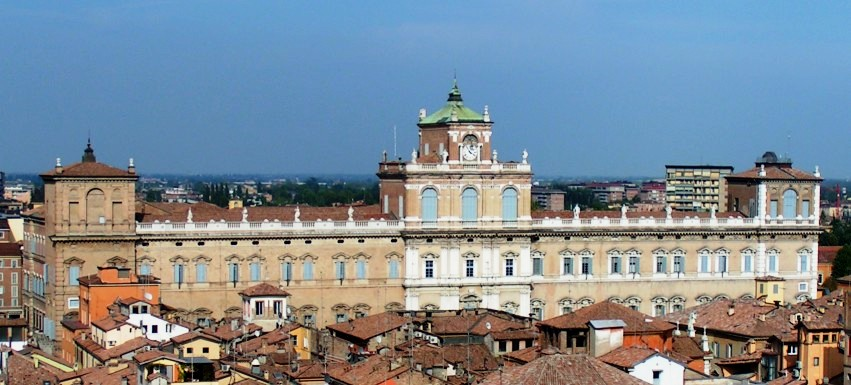
摩德纳公爵宫

摩德纳公爵宫是意大利摩德纳的一座巴洛克建筑，建于1634年，此后直到1859年是埃斯特家族的摩德纳公爵的宫殿，目前是意大利军事学院所在地。
44°38′54″N 10°55′46″E / 44.6484°N 10.9294°E